# Polizeirevier Dessau-Roßlau

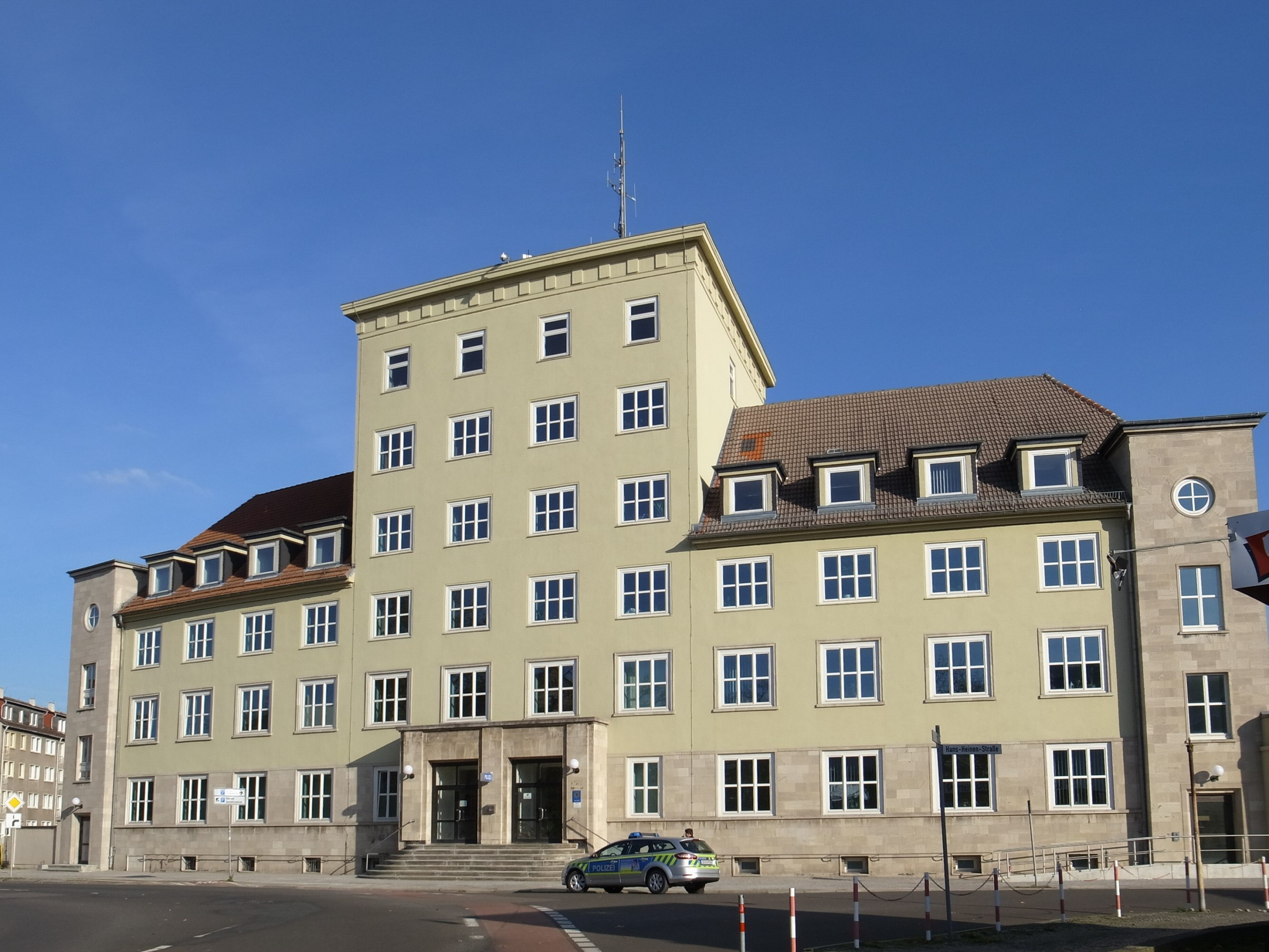
Polizeirevier Dessau-Roßlau

Das Polizeirevier Dessau-Roßlau ist ein Polizeirevier der Polizei Sachsen-Anhalt.

## Beschreibung
Das Polizeirevier zählt seit 2020 zur Polizeiinspektion Dessau-Roßlau und war zuvor der Polizeidirektion Sachsen-Anhalt Ost unterstellt. Es ist zuständig für die kreisfreie Stadt Dessau-Roßlau mit einer Fläche von 244,75 km² und 79.555 Einwohnern. Das Gebäude in der Wolfgangstraße 25, in dem die Dienststelle untergebracht ist, ist denkmalgeschützt.

## Vorfälle bei der Polizei in Dessau-Roßlau
Der Artikel Vorfälle bei der Polizei in Dessau-Roßlau nach 1990 gibt einen Überblick sowohl über die Vorfälle im Polizeirevier selber, als auch bei dessen jeweils direkt vorgesetzten Dienststellen an der Kühnauer Straße 161, bei welcher es zur Dessauer Polizeiaffäre und weiterem Fehlverhalten kam.

### Vorfälle im Polizeirevier Dessau-Roßlau
Im Dezember 1997 wurde Hans-Jürgen Rose nach einer Alkoholfahrt von Polizisten aufgegriffen und um 3:35 Uhr aus dem Polizeirevier entlassen. 1½ Stunden später wird der sterbende Mann um 5:06 Uhr einen Häuserblock entfernt mit schweren inneren Verletzungen aufgefunden. Er starb am nächsten Tag im Krankenhaus an den Folgen dieser Verletzungen.
Am 29. Oktober 2002 wurde der offenbar betrunkene Obdachlose Mario Bichtemann zur Ausnüchterung in Zelle 5 im Keller des Dienstgebäudes verbracht. Bei einer Kontrolle am nächsten Tag lag er mit einem Schädelbasisbruch tot auf dem Boden.
Oury Jalloh starb am 7. Januar 2005 unter unklaren Umständen während eines Brandes ebenfalls in Zelle 5. Ein forensisches Gutachten zeigt auch bei ihm einen Schädelbruch sowie weitere Verletzungen, bei denen davon auszugehen ist, dass sie vor seinem Tod entstanden sind. Der zuständige Dienstgruppenleiter wurde im Dezember 2008 zunächst vom Landgericht Dessau-Roßlau freigesprochen, aber nach Aufhebung des Urteils durch den Bundesgerichtshof und Zurückverweisung an das Landgericht Magdeburg im Dezember 2012 wegen fahrlässiger Tötung zu einer Geldstrafe verurteilt. Dieses Urteil wurde 2014 letztinstanzlich bestätigt. Im November 2021 wurde ein Brandschutzgutachten eines britischen Experten vorgestellt, in dem nahelegt wird, dass Jalloh in seiner Zelle mit Benzin übergossen und angezündet wurde.
Im Mordfall Li Yangjie geriet der Revierleiter Jörg S. im Mai 2016 unter Verdacht, gemeinsam mit seiner Frau Ramona S., die ebenfalls Polizistin ist, die Ermittlungen gegen seinen Stiefsohn behindert zu haben. Die Staatsanwaltschaft sah aber keinen ausreichenden Verdacht für ein Strafverfahren. Nur einen Tag nach der Trauerfeier für die Ermordete nahm Jörg S. – der sich an diesem Tag wie seine Frau krankgemeldet hatte – an der feierlichen Eröffnung einer Gaststätte teil, die seine Frau als Nebentätigkeit betreibt. Er wurde deshalb vom Innenministerium an die Fachhochschule der Polizei in Aschersleben versetzt. Das Verwaltungsgericht Halle machte die Versetzung wieder rückgängig.